# Satiro (vescovo)
Satiro (... – 353) è stato il primo vescovo di Arezzo secondo i dittici dell'archivio capitolare della città; è venerato come santo dalla Chiesa cattolica.
Non esistono altre notizie precise su di lui: solo agiografie medievali di scarsa attendibilità. Gli succedette Donato d'Arezzo, pure venerato come santo.
È venerato come santo dalla Chiesa cattolica aretina in quanto iniziatore della fede cristiana ad Arezzo e festeggiato il 19 agosto.